# Anthony Fauci
Anthony Stephen Fauci (New York, 24 dicembre 1940) è un immunologo statunitense di origini italiane, noto per i suoi contributi nella ricerca sull'AIDS e altre immunodeficienze.
Ritenuto uno dei massimi esperti a livello mondiale nel campo delle malattie infettive e dell'immunologia, ha ricoperto il ruolo di consulente per conto di tutti i presidenti degli Stati Uniti d'America a partire da Ronald Reagan nel 1989.
Dal 1984 al 2022 è stato direttore del National Institute of Allergy and Infectious Diseases, ente del Dipartimento della Salute statunitense specializzato nello studio delle malattie infettive e immunitarie e delle allergie. Nel 2020, durante la pandemia di COVID-19, Fauci è divenuto uno dei volti più importanti nella lotta al virus SARS-CoV-2, tanto da essere stato chiamato dal presidente Donald Trump a far parte della task force dedicata ad affrontare l'emergenza. In tale veste, ha spesso contraddetto o rettificato affermazioni pronunciate dal presidente durante la gestione della crisi sanitaria, tra cui la fiducia da questi manifestata nei confronti dell'efficacia dell'idrossiclorochina nel combattere la COVID-19. Nel gennaio del 2021 il successore di Trump, Joe Biden, lo ha nominato consigliere medico capo, carica che ha mantenuto fino alla fine del 2022.
Nel corso degli anni, Fauci è stato professore invitato presso i maggiori centri medici degli USA e ha tenuto lezioni magistrali nelle aule dei più famosi atenei di tutto il mondo; ha ricevuto molteplici premi e riconoscimenti per la sua carriera scientifica, tra cui cinquanta titoli onorari di dottorato presso varie università negli Stati Uniti ed all'estero, nonché varie onorificenze sia statunitensi che estere, tra cui la medaglia presidenziale della libertà e la nomina a cavaliere di gran croce dell'Ordine al merito della Repubblica italiana.
Fauci è membro della National Academy of Science e della American Academy of Arts and Sciences, della National Academy of Medicine, della American Philosophical Society e della Accademia Reale Danese di Scienze e Lettere.

## Biografia

### Origini e formazione
Fauci nacque in una famiglia di origini italiane da Stephen A. Fauci e Eugenia L. Abys, che possedevano una farmacia. I suoi nonni paterni, Antonino Fauci e Calogera Guardino, erano di Sciacca in provincia di Agrigento. Sua nonna materna, Raffaella Trematerra, proveniva da Napoli, mentre suo nonno materno, Giovanni Abys, nacque ad Atripalda (AV). Il bisnonno materno era originario di Coira, Svizzera.
Nel 1958 Fauci si diploma alla Regis High School, una scuola privata cattolica di New York.
Sempre nel 1958 si iscrive al College of the Holy Cross, dove si laurea nel 1962 ottenendo un bachelor of arts in lettere classiche. Nello stesso anno si iscrive all'Università Cornell, dove riceve la laurea in medicina nel 1966. Successivamente completa l'internato e la specializzazione in medicina interna al New York Hospital-Cornell Medical Center.

### Incarichi presso l'NIH
Nel 1968, Fauci è ammesso al National Institutes of Health (NIH) come ricercatore clinico nel Laboratory of Clinical Investigation dello NIAID. Nel 1974 diventa responsabile della Clinical Physiology Section, e nel 1980 responsabile del Laboratory of Immunoregulation.

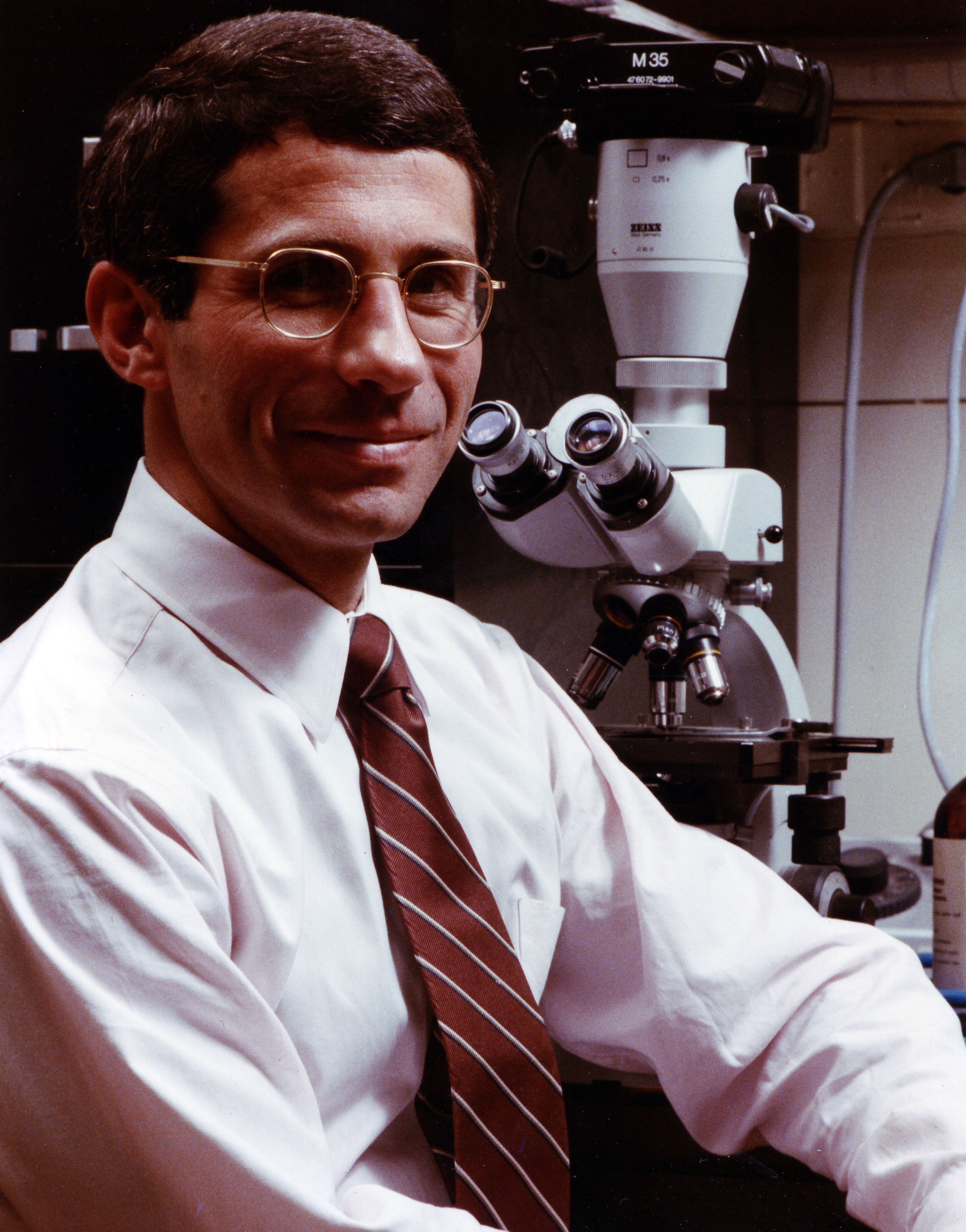
Fauci nel 1984

Nel 1984 Fauci diventa il direttore del National Institute of Allergy and Infectious Diseases, supervisionando un esteso programma di ricerche di base ed applicate con lo scopo di prevenire, diagnosticare, e trattare malattie infettive ed immuno-mediate, in particolare HIV/AIDS ed altre malattie sessualmente trasmessibili.

### Epidemia di AIDS
Durante l'epidemia di AIDS degli anni '80, Fauci si dedicò alla ricerca sul trattamento e la prevenzione della malattia.
Dopo l'elezione a direttore del NIAID fece da parafulmine alle critiche mosse da parte dell'opinione pubblica, in particolare la comunità LGBT, che si sentiva ignorata dal governo federale presieduto da Reagan e lamentava un'inazione da parte dell'amministrazione verso quella ritenuta da alcuni solo una malattia endemica tra gli omosessuali: il drammaturgo e attivista LGBT Larry Kramer lo definì "un idiota incompetente e un assassino".
Fauci tuttavia impegnò l'NIAID in una lotta attiva contro l'epidemia, avvicinando l'istituzione alle comunità LGBT di New York e San Francisco. Nel corso del tempo il suo lavoro venne riconosciuto, e lo stesso Kramer disse che Fauci fu "l'unico vero e grande eroe" durante l'epidemia di AIDS (i due in seguito divennero amici).

### Pandemia di COVID-19

#### Presidenza Trump
Nel gennaio del 2020, allo scoppio della pandemia di COVID-19, il presidente degli Stati Uniti Donald Trump nominò Fauci membro della task-force creata per analizzare e contrastare il diffondersi dell'infezione sul suolo americano, che divenne una personalità di riferimento e una sorta di portavoce in ambito sanitario dell'amministrazione.
Nell'aprile dello stesso anno, Fauci dichiarò che se il governo federale avesse iniziato a prendere provvedimenti per contrastare l'arrivo e la diffusione del virus negli Stati Uniti d'America con più anticipo, vi sarebbero potute salvare molte più persone: secondo Fauci, all'interno dell'amministrazione vi era difficoltà nel prendere scelte condivise e pressioni per evitare lockdown e chiusure. Queste dichiarazioni innescarono aspre polemiche, con alcuni esponenti repubblicani che chiesero le dimissioni di Fauci. Simili reazioni furono causate da altre sue dichiarazioni riguardo alla necessità di indossare la mascherina e mantenere il distanziamento sociale: Fauci affermò di aver ricevuto minacce di morte e che la sua famiglia era costantemente molestata sin dallo scoppio della pandemia.
Il presidente Trump mantenne con Fauci un atteggiamento ambiguo, alternando momenti in cui affermava di non condividere le sue opinioni ad altri in cui elogiava il suo operato, salvo poi dire che aveva commesso parecchi errori, venendo su questo supportato dal resto dell'amministrazione.
Nel settembre 2020 quando il senatore repubblicano Rand Paul gli chiese se aveva dei ripensamenti sull'efficacia di misure come mascherine e distanziamento, visto che gli Stati Uniti all'epoca avevano un tasso di mortalità peggiore di quello della Svezia (paese che aveva apparentemente mantenuto una bassa diffusione della malattia senza particolari provvedimenti restrittivi), Fauci rispose che il paragone tra i due paesi era improprio e che la Svezia aveva un tasso di mortalità peggiore degli altri paesi scandinavi: quando Paul ribatté che lo stato di New York non aveva gestito adeguatamente l'infezione, Fauci replicò che lo stato aveva una prevalenza inferiore rispetto al resto del paese, e proprio perché aveva seguito le indicazioni del CDC. Fauci accusò Paul di mistificare la realtà, e di aver tentato più volte di farlo in passato.
Trump più volte fece intendere che avrebbe gradito licenziare Fauci.

#### Presidenza Biden
Vinte le elezioni nel dicembre 2020, Joe Biden espresse massima fiducia in Fauci e gli chiese di mantenere il ruolo di direttore del NIAID, nominandolo successivamente consigliere medico capo del presidente. Fauci affermò di sentirsi sollevato dal poter parlare di scienza senza interferenze da parte dell'amministrazione.

## Ambiti di ricerca

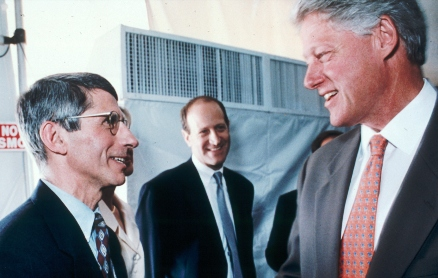
Il presidente Bill Clinton visita la NIH nel 1995 e ascolta da Fauci i risultati delle ultime ricerche sul HIV/AIDS

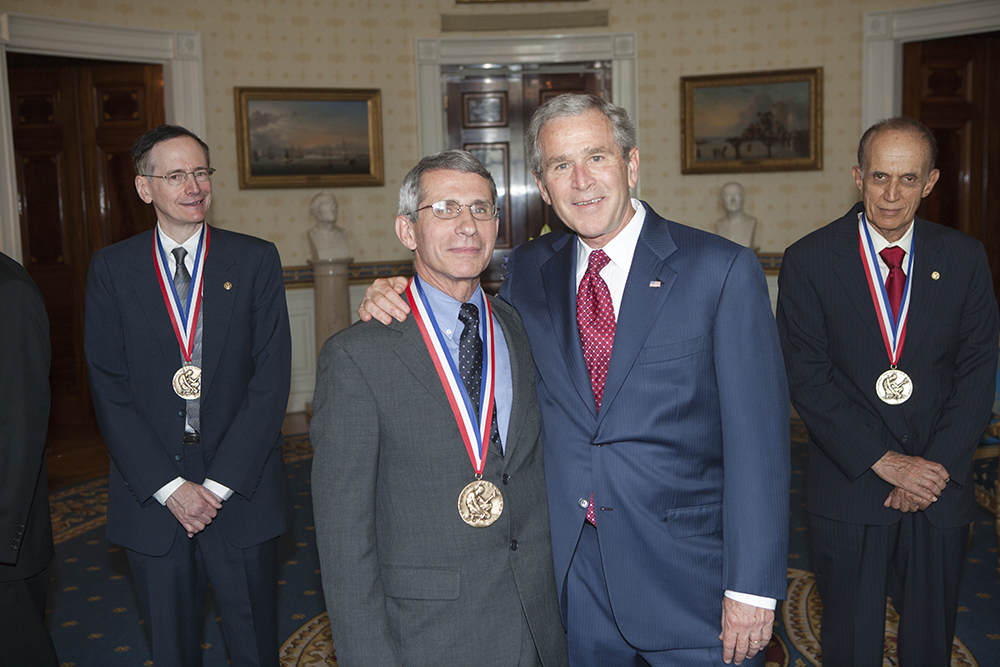
Fauci con il presidente George W. Bush mentre riceve la National Medal of Science nel 2007

A livello personale Fauci ha dedicato buona parte della propria vita agli studi in campo immunologico e in quello dell'AIDS; ha inoltre svolto ricerche per la terapia di malattie causate da potenziali agenti biologici del bioterrorismo, della tubercolosi, la malaria, le malattie autoimmunitarie, l'asma e le allergie.

### Immunologia
È stato un pioniere nel campo della immunoregolazione umana, contribuendo a delineare i meccanismi precisi con i quali gli agenti immunodepressori modulano la risposta immune.
Ha sviluppato terapie efficaci per malattie che un tempo erano fatali, come la poliarterite nodosa, la granulomatosi di Wegener e la granulomatosi linfomatoide. Un'indagine della Stanford University Arthritis Center del 1985, commissionata dalla American Rheumatism Association, classificò il lavoro di Fauci sulla terapia della poliarterite nodosa e sulla granulomatosi di Wegener come uno dei più importanti progressi nella gestione dei pazienti reumatologici nei vent'anni precedenti.

### AIDS
Fauci ha dato contributi fondamentali alla comprensione di come il virus dell'AIDS distrugga le difese immunitarie del corpo portando ad una maggiore suscettibilità a tutta una serie di infezioni che risultano fatali. Ha anche delineato il meccanismo di induzione dell'espressione del virus HIV da parte di citochine endogene. Inoltre, ha partecipato allo sviluppo di strategie per la terapia e ricostituzione dell'immunità di pazienti affetti da questa malattia, partecipando allo sviluppo di un vaccino per prevenire l'infezione da HIV.

### Pubblicazioni
Fauci è autore, coautore o curatore di più di mille pubblicazioni scientifiche e libri di testo, tra cui l'Harrison - Principi di medicina interna, e componente di diversi comitati editoriali di riviste scientifiche.
Secondo l'Institute for Scientific Information, tra il 1983 e il 2002 Fauci è stato il tredicesimo scienziato (su un totale di circa tre milioni) più citato considerando le pubblicazioni di tutti gli ambiti scientifici.

## Vita privata
Si è sposato nel 1985 con Christine Grady, infermiera e bioeticista, capo del Dipartimento di Bioetica del National Institutes of Health Clinical Center. Si erano conosciuti mentre trattavano insieme un paziente. La coppia ha tre figlie: Megan, Jennifer e Alison.

## Riconoscimenti
- Medaglia d'oro Robert Koch (2013)
- Premio Dan David (2021)[44]
- PhD Honoris Causa, Università La Sapienza (2022)

## Simile
- Harold Shipman